# 2011年6月英國

## 6月30日
- 代表75萬名教師和公務員的三個工會在全國各地發起罷工，抗議聯合政府計劃削減他們的退休福利。其中代表28.5萬名公務員的公共及商業服務工會聲稱旗下大約21萬名會員參與罷工，英格蘭及威爾斯地區也最少有四成公立學校被迫停課。政府發言人重申，削減他們的退休福利，做法「對納稅人公平」，又指另外沒有參與罷工的25家工會，均選擇繼續與政府談判。BBC （页面存档备份，存于）
- 萊斯銀行宣佈將會裁減本土15,000名員工，佔總體員工數目的百分之14，今次被裁員工主要包括中層管理人員和後勤員工，所以本土分行的數目不會減少，但銀行的國際規模將會縮減。萊斯銀行自2009年以來已累積裁員27,500人，今次裁員決定，是為了配合銀行訂下在2014年前每年節省15億英鎊的目標。BBC （页面存档备份，存于）

## 6月29日
- 司法大臣祁淦禮透露，政府正研究修例，容許國民出於自衛的理由，在家中以更大的武力制服入侵者，當中包括准許使用利器自衛。他又認為「出於保護自己和居所的必要，人們有權使用任何形的武力作出自衛」。BBC （页面存档备份，存于）
- 英揆大衛·卡梅倫透露，國會議員的退休福利將會跟隨公務員退休福利的改革而出現轉變。根據現行計劃，國會議員只需為自己的退休金作固定的供款，餘下差額則由財政部承擔。BBC （页面存档备份，存于）

## 6月28日
- 上議院現任議長海曼女男爵的五年任期即將在今年9月屆滿，目前共有6名上院議員表態有意角逐議長席位，其中兩人來自保守黨、一人來自工黨、兩人來自自民黨和一名中立議員，海曼女男爵較早時已表示不尋求連任。BBC （页面存档备份，存于）
- 英揆大衛·卡梅倫將就教師和公務員工會計劃在本周四發動罷工再次發表評論，消息指，卡梅倫會強調現時教師和公務員享有優厚的退休福利，對廣大納稅人構成不公。政府雖然希望工會取消罷工，但與工會進行的談判至今仍未能達成任何共識。BBC （页面存档备份，存于）

## 6月27日
- 英揆大衛·卡梅倫在首相府會見訪英的中華人民共和國國務院總理溫家寶，雙方除了簽訂總值14億英鎊的貿易協定，又展開「深入的對話」。卡梅倫會後表示，中國的政治和經濟發展息息相關，尊重人權也是維持繁榮穩定的「最佳保證」，但溫家寶則強調雙方應該在議題上互相協調和對話，而非「指手劃腳」。溫家寶日前還分別會見兩位工黨前英國首相貝理雅和白高敦。BBC （页面存档备份，存于）
- 政府方面仍與各個教師和公務員工會進行磋商，希望工會取消在6月30日舉行大規模罷工，以抗議政府削減退休福利的計劃。不過消息透露，雙方達成共識的機會不大，而外界則預料今次罷工將對廣泛地區構成影響。教育大臣高文浩批評，罷工將有捐教師的專業形象和聲譽。除今次罷工外，越來越多工會也威脅在今年秋季發動罷工。BBC （页面存档备份，存于）

## 6月25日
- 正在比利時布魯塞爾出席歐盟成員國領導人峰會的英揆大衛·卡梅倫，強烈批評歐盟興建新總部的計劃，對計劃在政府削減開支的時候推出感到「相當困擾」。新的歐盟總部大樓將位於現有大樓旁邊，預計在2014年落成，英方估計英國納稅人要資助其中2,500萬鎊的興建費用。BBC （页面存档备份，存于）
- 工黨黨魁文立彬出席一個論壇時表示，工黨領導層過往與民眾和黨員脫節，因此有必要進行改革。他表示工黨不會「自動」上台掌政，強調「只有改變才會勝利」。BBC （页面存档备份，存于）

## 6月24日
- 工黨黨魁文立彬計劃取消過往由工黨國會議員互選產生影子內閣的做法，改由黨魁自行籌組。工黨的國會議員將會討論和表決文立彬的建議，建議隨後會在今年秋季於利物浦舉行的工黨黨大會上作最終決定。BBC （页面存档备份，存于）
- 前首相貝理雅接受BBC訪問，表示歐元雖然正接受希臘債務危機的考驗，但相信歐元最終可克服困難。他又相信英國將來必有機會加入歐元，但先決條件是社會能意識到加入歐元所享有的經濟利益。BBC （页面存档备份，存于）

## 6月23日
- 聯合政府在全國挑選八處選址，研究在2025年前興建核能發電廠，以應付將來的電力需求和取代已經老化的核電廠。政府的建議將會交由國會辯論和表決，雖然日本在本年3月發生福島核事故，但分析相信政府將在國會取得足夠支持通過建議。BBC （页面存档备份，存于）
- 正出訪巴西的副相尼克·克萊格表態，支持坊間有建議把政府持有的蘇格蘭皇家銀行和萊斯銀行股份平分給所有已登記選民，讓納稅人分享到兩所銀行重獲利潤的成果。這兩所銀行在2008年陷入信貸危機時，獲當時的工黨白高敦政府注資挽救，政府目前仍持有蘇格蘭皇家銀行百分之83股權，以及萊斯銀行百分之41股權。BBC （页面存档备份，存于）

## 6月22日
- 皇家精神科醫學院研究發現，65歲以上長者每日只適宜攝取不多於1.5單位的酒精，相當於半品脫啤酒或一小杯餐酒。研究指出，長者身體較難分解酒精，酒精更容易與其他藥物產生負作用；現時男性和女性每周攝取酒精的標準建議分別為不多於21單位和14單位，是以年輕成年人為計算基準。BBC （页面存档备份，存于）
- 資訊專員裁定，24名高層公職人員和半官方機構人員需要公開他們的薪酬資料。資訊專員強調有關人士拒絕公開薪酬資料，並不乎合「公眾利益」，而納稅人對公帑如何運用也有知情權。為提高透明度，政府去年向外發表一份高層公務員和公職人員名單，名單上人士的年收入均高於英揆大衛·卡梅倫的15萬鎊，但當時有24名人士拒絕將他們的資料公開。BBC （页面存档备份，存于）

## 6月21日
- 代表公務員與公營機構員工的英國第二大工會Unison，在曼徹斯特召開為期四天的會議。該會總幹事戴夫·普蘭提斯（Dave Prentis）向出席會議的2,000名代表呼籲旗下130萬名會員「準備武裝起來」，反抗聯合政府削減他們退休福利的計劃。他揚言如果政府不作出退讓，將會發動「史無前例」的大規模罷工。雖然Unison與政府將於6月27日恢復談判，但另有三個代表75萬公營機構員工的工會已決定在6月30日罷工。BBC （页面存档备份，存于）
- 英揆大衛·卡梅倫證實已撤回司法大臣祁淦禮早前提出向在司法審訊時及早認罪的犯人減刑一半的建議，他承認方案的確「過份仁慈」。BBC （页面存档备份，存于）

## 6月20日
- 保守黨籍倫敦市長鮑里斯·約翰遜在《每日電訊報》撰文，反對英國出手拯救第二度陷入債務危機的希臘，認為各國應准許希臘宣佈該國國債作廢，以及脫離歐元區。較早時，歐元區財長開會同意第二度挽救希臘債務危機，但會押後向希臘發放由歐盟和國際貨幣基金會聯合提供的100億英鎊貸款，直至希臘政府採取緊縮開支措施為止。BBC （页面存档备份，存于）
- 被控在2009年倫敦反G20峰會示威期間，殺害伊恩·湯姆林遜（Ian Tomlinson）的蘇格蘭場警員西蒙·哈伍德（Simon Harwood），到西敏市裁判司署應訊，聆訊歷時兩分鐘，案件排期至10月17日再審，期間哈伍德獲准無條件保釋。案情指出，任職報販的湯姆林遜在案發當日路過示威隊伍時，遭哈伍德用警棍棒打和推到地上，湯姆林遜離開示威現場後不久突然昏迷，隨後證實死亡。死因庭在今年5月裁定他被哈伍德不合法殺害後，官方檢察署決定提出起訴。BBC （页面存档备份，存于）

## 6月19日
- 英揆大衛·卡梅倫在父親節於《星期日泰晤士報》撰文，認為沒有照顧子女的父親與醉酒駕駛者一樣，應該為自己的行為「完成感到羞恥」。他又表示會履行承諾，為已婚夫婦提供稅務減免，體現政府對婚姻的重視。BBC （页面存档备份，存于）
- 影子財相博雅文出席BBC清談節目時表示，如果各大工會因為不滿聯合政府計劃削減公營機構員工的退休福利而發動罷工，將落入政府的圈套，讓財相歐思邦可把經濟復甦步伐緩慢的原因歸咎於工會發動的罷工。政府方面否認博雅文的指責，強調與工會方面的談判仍然繼續。BBC （页面存档备份，存于）

## 6月18日
- 中東國家敘利亞的局勢持續惡化，外交部呼籲身在當地的英國國民應該立即離開，表示如果當地局勢進一步惡化，駐大馬士革的大使館將難以提供協助。BBC （页面存档备份，存于）
- 英國規模最大之一的Unison工會主席接受《衛報》訪問，揚言聯合政府如果一意孤行削減公營機構員工的退休福利，英國將出現自1926年英國大罷工以來最大規模的大罷工。商務大臣祈維信博士回應指絕大部份工會均希望透過雙方談判達成共識。BBC （页面存档备份，存于）

## 6月17日
- 阿根廷總統克里斯蒂娜·費爾南德斯批評英揆大衛·卡梅倫拒絕就福克蘭群島的主權問題展開談判，是態度「傲慢」和近於「愚昧」的表現。在日前，卡梅倫在下議院回應美國總統奧巴馬建議英阿兩國就群島主權展開談判時，立場強硬地表示福克蘭群島的主權無可談判。有曾經在福克蘭戰爭領軍的英方退伍將領擔心，觀乎美國的態度，加上皇家海軍裁減航空母艦、實力虛弱，使英方現今再難以穩守福克蘭群島。BBC （页面存档备份，存于）
- 政府消息指出，公務員和公共界別僱員的退休年齡在2020年將推遲至66歲，屆時將與領取國家退休金的合資格年齡看齊；此外，在職僱員一方的退休金供款比率將逐步上升，但歲入低於15,000英鎊的基層員工則不受影響；政府亦保證公職人員現時享有的退休福利，包括退休時按最終薪酬水平發放的一筆過退休金，不會受到影響。較早時，多個公共界別工會通過在6月30日發動大罷工，抗議政府計劃削減他們的退休福利。BBC （页面存档备份，存于）
- 位於哈羅的聖額我略天主教理科書院以不准學生梳理玉米辮頭為理由，拒絕取錄一名13歲的加勒比海非洲裔學生，被高等法院裁定校方政策「不合法和間接構成種族歧視」，法官結案時指出，學校制定髮型規定時，應考慮學生的髮型是否受到家庭傳統、文化和社會等因素影響。BBC （页面存档备份，存于）
- 保守黨下議院議員菲利普·戴維斯認為，現時的最低工資政策同樣適用於殘疾人士，但他們的工作能力較健全人士低，僱主因此往往選擇聘用健全人士，導致殘疾人士找不到工作。戴維斯建議僱主聘用殘疾人士的薪金可低於最低工資，以協助他們就業，不過，有協助精神病患者的慈善團體批評戴維斯的「建議荒謬」。現行法例規定21歲以上人士、18至20歲人士和16至17歲人士的最低工資分別為每小時5.93英鎊、4.92英鎊和3.64英鎊，這個水平在今年10月將上調為6.08英鎊、4.98英鎊和3.68英鎊。BBC （页面存档备份，存于）

## 6月16日
- 政府最新數據顯示，全國5月份零售業銷售總額比4月份下跌百分之1.4，跌幅高於市場預期。政府發言人表示，零售業銷售總額在4月份錄得百分之1.1的明顯增長，是受到威廉王子大婚、復活節及銀行長假期、以及和暖的天氣帶動。這些利好因素過後，由於整體經濟形勢仍然嚴峻，加上市場憂慮失業和燃料價格上升等不利因素，均打擊5月份的消費意欲。數據亦顯示，食品和燃料方面的支出在5月份佔上零售業銷售總額的一半有多。BBC （页面存档备份，存于）
- 被指在另一宗販毒案件擔任陪審員期間，私自透過社交網站Facebook接觸女被告的40歲女子，日前向高等法院承認藐視法庭後，今天被高院裁定罪名成立，判監八個月。至於原本已在販毒案獲判無罪的前女被告，同被裁定藐視法庭成立，但法官考慮到她要照顧3名年幼的孩子，加上在販毒案審訊期間與他們長時間分離，故判處監禁兩個月，緩刑兩年。BBC （页面存档备份，存于）
- 在野工黨影子財相博雅文在一個公開場合演講時，建議聯合政府應該採取臨時手段緊急削減增值稅，認為此舉可以在短時間內增強消費者信心，帶動經濟增長。BBC （页面存档备份，存于）

## 6月15日
- 政府最新數字顯示，2011年首季全國失業人數比去年第四季減少88,000人至243萬人，是2000年夏季以來錄得的最大跌幅；同期失業率由百分之7.9減至百分之7.7。不過，申領求職津貼的人數在5月份增加19,600人至149萬人。BBC （页面存档备份，存于）
- 繼全國教師工會和教師及講師協會後，擁有29萬名會員的公共及商業服務工會亦投票通過在6月30日發動罷工上街示威，如果三個工會的會員均響應號召，參與罷工的公共界別職工總數將多達75萬人。公共及商業服務工會主要代表法院、就業中心、邊防、海關、出入境、航空管制和警務後勤人員，今次大罷工的主要目的，是表達對政府計劃削減退休福利的不滿。BBC （页面存档备份，存于）
- 英揆大衛·卡梅倫與副相尼克·克萊格參觀倫敦蓋伊醫院的骨科病房期間，一名骨科顧問醫生衝入病房，當眾責罵在場的攝影師等人沒有按規定摺起袖子，攝影師等隨後被趕出病房，場面尷尬。院方後來發出聲明，表示摺起袖子的規定是為了防止超級病毒在病房散播，但澄清攝影師與病人沒有近距離接觸，所以不需嚴守有關規定。BBC （页面存档备份，存于）、每日電訊報 （页面存档备份，存于）

## 6月14日
- 一名40歲女子向高等法院承認藐視法庭。案情指出，該名女子在另一宗牽涉600萬英鎊的販毒案件擔任陪審員期間，私自透過社交網站Facebook與該案34歲女被告聯絡。販毒案女被告後來雖然獲判無罪，但同樣被控藐視法庭。這宗案件的性質在英國屬於前所未有，兩人如果罪名成立，最高刑罰為監禁兩年。BBC （页面存档备份，存于）
- 政府最新數字顯示，反映通漲的消費者物價指數在5月份維持在百分之4.5，指數在過去40個月的其中34個月均高於英倫銀行訂下的百分之2目標水平。至於包含按揭利率供款的零售物價指數，在同期亦維持在百分之5.2。分折指出，燃料和食品價格上升，是指數高企不下的主因。BBC （页面存档备份，存于）
- 英揆大衛·卡梅倫歡迎獨立專家組日前完成審視聯合政府提出的國民保健署改革方案，並準備把修訂後的改革方案再交國會審議。卡梅倫否認委任獨立專家組研究改革方案是做「門面功夫」。BBC （页面存档备份，存于）
- 社區大臣白高志承認聯合政府無法強制英格蘭的地方議會為居民提供每周收集垃圾一次的市政服務。保守黨上台前曾承諾改變不少地方議會每兩星期才收集垃圾一次的情況，對於保守黨無法履行政綱承諾，工黨表示是各地方議會對白高志的「個人羞辱」。BBC （页面存档备份，存于）

## 6月13日
- 內政部計劃加強力度，打擊境外人士透過偽冒留學生身份取得簽證抵英居留的情況，以及收緊發放留學生簽證，目標在四年內把境內留學生數目由目前每年約250,000人大幅減至75,000人。內政部估計新措施可為英國整體經濟節省11億英鎊，但同時會令整體經濟損失35億英鎊，因此估計淨損失會達24億英鎊。BBC （页面存档备份，存于）
- 國防部以保障更大利益為理由，將HMS皇家方舟號公開競投的截標時間由6月13日延長至7月6日。服役25年的皇家方舟號原本是皇家海軍航空母艦及主旗艦，今年初因政府削減國防經費而退役。現時處置皇家方舟號的方案，包括解體拆卸、鑿沉為人工珊瑚礁、改裝作海上賭場、拖往倫敦作直昇機昇降坪、或2012年倫敦奧運的特種保安部隊基地等。BBC （页面存档备份，存于）

## 6月12日
- 對於有報導指前工黨外相文禮彬與現任工黨黨魁文立彬不和，又謂文禮彬不滿工黨在文立彬治下的發展路向，文禮彬強調工黨上下應團結一致，在背後全力支持文立彬的政策。文禮彬是文立彬的胞兄，在去年的黨魁選舉中敗於文立彬。BBC （页面存档备份，存于）
- 上議院領袖施瑞德勳爵透露政府有意在2015年引入由選舉產生的上議院議員。方案初步計劃上議員數目由目前的800名降至300名，議員任期長達15年，他估計在2015年可先選出其中三分一的議員。BBC （页面存档备份，存于）

## 6月11日
- 《憲報》刊登2011年英女皇壽辰授勳名單，其中前保守黨黨魁夏偉明勳爵獲授名譽勳位；現任英倫銀行行長金默文獲勳GBE勳銜成為爵士；渣打銀行集團主席莊貝思亦獲冊封為下級勳位爵士。本土授勳名單 （页面存档备份，存于）、BBC （页面存档备份，存于）
- 憑《皇上無話兒》奪得第83屆奧斯卡最佳男主角獎的哥連·費夫，獲授予CBE勳銜。BBC （页面存档备份，存于）
- 去年憑藉開創「體外人工受精」技術而奪得諾貝爾生理學或醫學獎的羅伯特·G·愛德華茲教授，獲英廷冊封為下級勳位爵士。BBC （页面存档备份，存于）
- 英國本土華人方面，外交部中文繙譯林超倫博士獲勳OBE勳銜，表揚他在中英交流方面作出的貢獻。外交及海外授勳名單 （页面存档备份，存于）
- 香港方面今次有兩人授勳，分別是和黃港口董事總經理馬德富博士（Dr. John Meredith）和英國駐港總領事館職工邱惠琳，兩人分別獲勳CBE勳銜和MBE勳銜。外交及海外授勳名單 （页面存档备份，存于）

## 6月10日
- 英女皇伊利沙伯二世的皇夫菲臘親王慶祝九秩壽辰，除了在白金漢宮內舉行壽辰盛會招待皇家國立失聰人士研究所的成員外，又到騎兵衛隊操場檢閱由榮譽砲兵連嗚放的62響禮砲；而皇家鑄幣局亦特別推出一款九秩壽辰紀念錢幣向公眾發售。菲臘親王在本周日將轉到往溫莎出席一場私人感恩禮拜，出發前他接受BBC的專訪，承認自己已經很年長，是時候減少工作。BBC （页面存档备份，存于）
- 英格蘭廣泛地區受天旱困擾，環境食物及鄉郊事務部宣佈東安格里亞地區進入旱災狀態。分析指當地今年經歷了自1990年以來降雨量最少的春季，成為旱災的主要成因。BBC （页面存档备份，存于）

## 6月9日
- 聖公會坎特伯雷大主教羅恩·威廉斯博士在親左翼的《新政治家雜誌》撰文，認為英揆大衛·卡梅倫的「大社會」政策「毫無新意」，並批評政府強行把多項沒有經過民眾投票支持的「激進」政策上馬。卡梅倫回應指威廉斯有自由就政治事宜發表意見，但「絕不同意」他的立場。BBC （页面存档备份，存于）
- 檢察總長葛偉富反對就國防部武器專家大衛·凱利博士死亡一案交由高等法院展開死因研訊，強調種種證據和赫頓研訊的結論均指出凱利是死於自殺而非被人謀殺。凱利博士在2003年向BBC私下質疑政府指伊拉克擁有大殺傷力武器的言論未必正確，其身份曝光後，同年7月被發現倒斃於牛津郡寓所附近一處草叢。BBC （页面存档备份，存于）

## 6月8日
- 消息指出，司法大臣祁淦禮與英揆大衛·卡梅倫商討後，將撤回犯人在司法審訊初期認罪可減刑一半的方案。祁淦禮上月在電台談及方案時提及強姦案件有輕重之分，被輿論批評侮辱女性。BBC （页面存档备份，存于）
- 商業大臣祈維信博士出席下議院一個委員會會議，指出不少中小企仍然面對信貸困難的問題。根據聯合政府與英國四大銀行和西班牙桑坦德銀行訂下的協定，締約銀行今年合共會向中小企提供760億英鎊貸款，但締約銀行在今年首季只借出190億英鎊的其中168億英鎊。祈維信表示締約銀行要加快借貸步伐，否則會考慮向銀行採取懲罰性行動。BBC （页面存档备份，存于）

## 6月7日
- 英女皇伊利沙伯二世在皇夫菲臘親王陪同下，到卡迪夫主持第四屆威爾斯國民議會開幕儀式。今屆國民議會首度獲倫敦下放衛生和教育方面的決策權力。BBC （页面存档备份，存于）
- 聯合政府計劃推出多幅政府土地，供地產發展商作住宅發展用土，推出的土地遍及牛津郡、倫敦和巴斯等地，預料可在未來四年推出最多10萬個單位和製造25,000個職位。不過，在野工黨批評方案無助解決全國置業困難的問題。BBC （页面存档备份，存于）

## 6月1日
- 布里斯托一所專門收容學習障礙和自閉症病人的寄宿醫院，被BBC記者揭發有醫院員工經常虐打病人，並偷拍到大量虐打片段。該醫院由私人營運，但受納稅人資助，事件發生後，布里斯托警方拘捕四名涉嫌虐待病人的醫院員工，隨後准許四人保釋，醫院方面亦暫停13名涉事員工的職務。國民保健署西南分署發人言批評事件「駭人聽聞」。BBC （页面存档备份，存于）
- 有專門研究醫療政策的智庫敦促政府儘早改革現行醫療制度，否則長遠會令長者和弱勢社群受害，而政府本年計劃削減成人社會照顧開支約10億英鎊。BBC （页面存档备份，存于）

| 依月份排列新聞動態 |
| \| - 2014年英國：1月 - 2月 - 3月 - 4月 - 5月 - 6月 - 7月 - 8月 - 9月 - 10月 - 11月 - 12月 - 2013年英國：1月 - 2月 - 3月 - 4月 - 5月 - 6月 - 7月 - 8月 - 9月 - 10月 - 11月 - 12月 - 2012年英國：1月 - 2月 - 3月 - 4月 - 5月 - 6月 - 7月 - 8月 - 9月 - 10月 - 11月 - 12月 - 2011年英國：1月 - 2月 - 3月 - 4月 - 5月 - 6月 - 7月 - 8月 - 9月 - 10月 - 11月 - 12月 - 2010年英國：1月 - 2月 - 3月 - 4月 - 5月 - 6月 - 7月 - 8月 - 9月 - 10月 - 11月 - 12月 - 2009年英國：1月 - 2月 - 3月 - 4月 - 5月 - 6月 - 7月 - 8月 - 9月 - 10月 - 11月 - 12月 - 2008年英國：1月 - 2月 - 3月 - 4月 - 5月 - 6月 - 7月 - 8月 - 9月 - 10月 - 11月 - 12月 檢閱 \| |
| - 2014年英國：1月 - 2月 - 3月 - 4月 - 5月 - 6月 - 7月 - 8月 - 9月 - 10月 - 11月 - 12月 - 2013年英國：1月 - 2月 - 3月 - 4月 - 5月 - 6月 - 7月 - 8月 - 9月 - 10月 - 11月 - 12月 - 2012年英國：1月 - 2月 - 3月 - 4月 - 5月 - 6月 - 7月 - 8月 - 9月 - 10月 - 11月 - 12月 - 2011年英國：1月 - 2月 - 3月 - 4月 - 5月 - 6月 - 7月 - 8月 - 9月 - 10月 - 11月 - 12月 - 2010年英國：1月 - 2月 - 3月 - 4月 - 5月 - 6月 - 7月 - 8月 - 9月 - 10月 - 11月 - 12月 - 2009年英國：1月 - 2月 - 3月 - 4月 - 5月 - 6月 - 7月 - 8月 - 9月 - 10月 - 11月 - 12月 - 2008年英國：1月 - 2月 - 3月 - 4月 - 5月 - 6月 - 7月 - 8月 - 9月 - 10月 - 11月 - 12月 檢閱       |